# Brienomyrus eburneensis
Brienomyrus eburneensis és una espècie de peix africà del gènere Brienomyrus en la família Mormyridae que pertany al grup dels denominats «lluços del riu Nil». És endèmica de Costa d'Ivori i està present en les conques hidrogràfiques d'Àfrica, entre elles els rius Agnébi, Sant Pere i Banco.
Pot aconseguir una grandària aproximada de 7,7 cm.

## Estat de conservació
Respecte a l'estat de conservació es pot indicar que d'acord amb la UICN aquesta espècie es pot catalogar en la categoria de «vulnerable (VU)» (D2) a causa de la seva distribució restringida, de la desforestació i de l'agricultura.